# Szczepan Sadurski

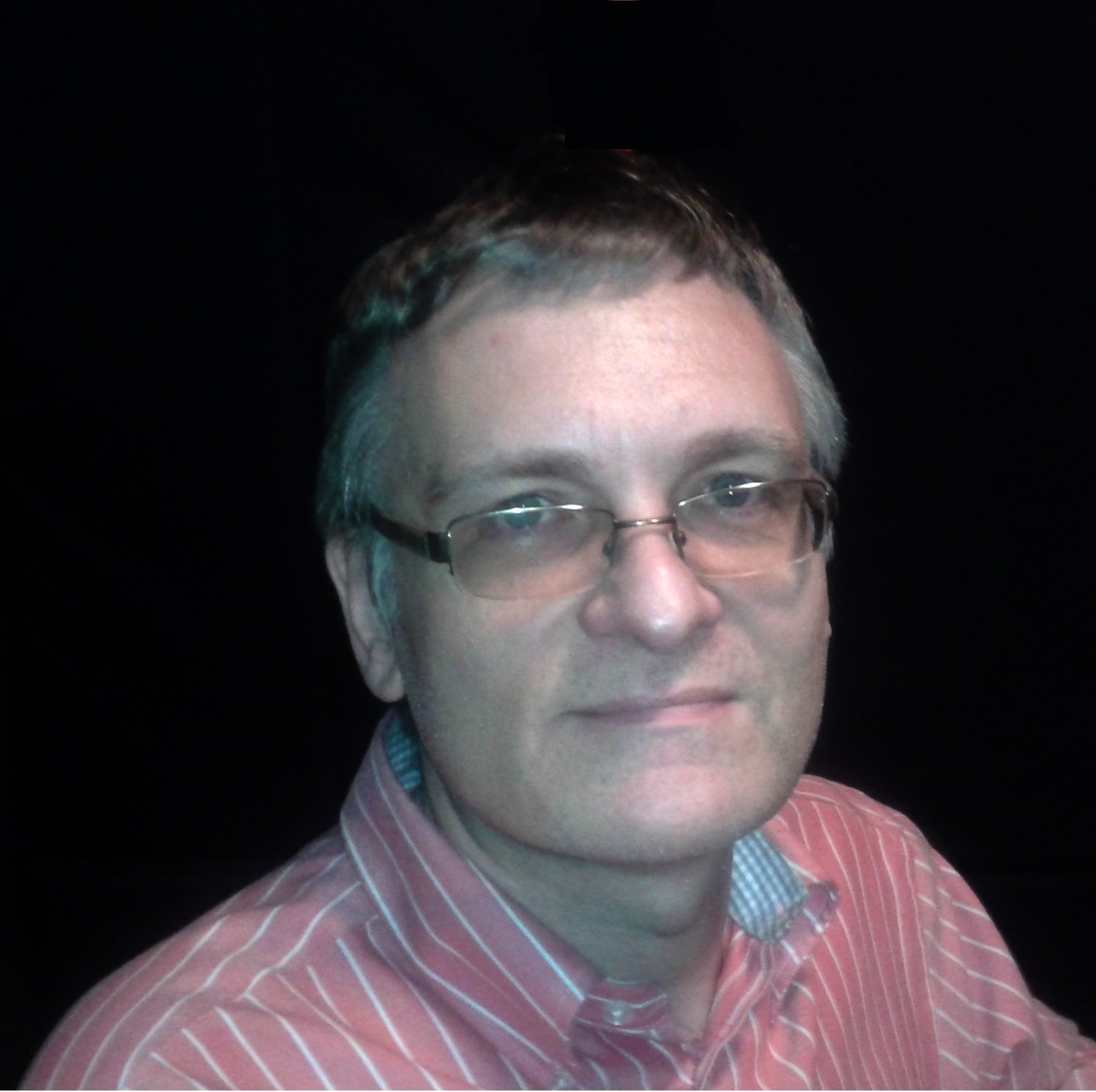
Szczepan Sadurski (2014)

Szczepan Piotr Sadurski (Lublin, 1965) is een Poolse satiricus, karikaturist, journalist, voorzitter van de Partij van Goede Humor. 
Sadurski studeerde in 1985 af aan het Lyceum voor Plastische Kunsten. Hij publiceerde in zijn carrière meer dan 5000 tekeningen in 200 tijdschriften. Sadurski was laureaat van onder andere de 'Gouden Speld 1986' (prijs uitgereikt door het satirisch tijdschrift 'Szpilki' [Spelden] voor de beste tekening van het jaar). Tevens was hij oprichter van de uitgeverij 'Humor en Satire Superpress' in 1991 en hoofdredacteur van 'Goede Humor' (Dobry Humor). 
Sadurski was initiatiefnemer, stichter en voorzitter van de 'Partij van Goede Humor' – een informele, internationale organisatie voor mensen die graag lachen met meer dan 3000 leden in Polen en andere landen. Verder was hij eigenaar van het satirische internetportaal www.sadurski.com. Sadurski heeft meermaals opgetreden als jurylid op satire - en cabaretwedstrijden in Polen, Turkije en Zweden. 